# Галдан-тайджи
Галдан-тайджи (ок. 1795 — после 1879) — выдающийся монгольский летописец XIX века.

## Биография
Родился в знатной семье и наследовал аристократический титул тайджи. Вначале был помощником правителя — тусалакчи в одном из хошунов (мелких княжеств) Тушэтуханского аймака. Позднее Галдан-тайджи — чиновник в одном из ямыней — управлений в Улясутае и в Урге.
В 1842 году (по другим сведениям — в 1860-е годы) Галдан-тайджи создаёт свой летописный свод «Драгоценные чётки» (Эрдэнийн эрихэ), ставший ярким образцом в монгольской литературе этого рода и охватывающий события монгольской истории с XII столетия вплоть до середины XIX века.